# Luka Gajič
Luka Gajič, slovenski nogometaš, * 6. maj 1996.
Gajič je profesionalni nogometaš, ki igra na položaju napadalca. Od leta 2024 je član avstrijskega kluba Landskron. Ped tem je igral za slovenske klube Olimpijo, Radomlje, Krško, Bravo, Ilirijo in Dob ter avstrijski Celovec. Skupno je v prvi slovenski ligi odigral 53 tekem in dosegel tri gole. Bil je tudi član slovenske reprezentance do 16, 17, 18, 19 in 21 let.